# Leonardo García (acteur)
Leonardo García (né Leonardo García Vale le 27 décembre 1972 à Mexico au Mexique), est un acteur mexicain.

## Carrière
Leonardo García (né Leonardo García Vale le 27 décembre 1972 à Mexico au Mexique), est un acteur mexicain. Il est le fils de l'acteur Andrés García et de Sandra Vale. Il est le frère de l'acteur Andrés García Jr et de l'actrice Andrea García.
Du 18 mai à fin juin 2015, Leonardo García enregistre le film Santiago Apóstol, une production de José Manuel Brandariz où Julián Gil tient la vedette en jouant Santiago.

## Filmographie

### Telenovelas
- 1994 : Prisionera de amor : Óscar
- 1996 : Con toda el alma : Luis Linares
- 1997 : Aguamarina : Diego Quintana
- 1998 : Perla : Luis Roberto Valderrama
- 2000 : Ellas, inocentes o culpables : Mario
- 2001 : Lo que es el amor : Román Castellanos
- 2002 : Por ti : Antonio Cortés
- 2004 : Belinda : Ricardo Semprum
- 2007 : Se busca un hombre : Bruno Martel
- 2008 : Contrato de amor : Gabriel Escandón
- 2012 : A Corazón Abierto : Bruno Bautista
- 2012 : Los Rey : Everardo Rey San Vicente « Vado »[3]
- 2015 : Tanto amor : Alberto Lombardo

### Émissions télévisées
- 1991-1994 : Tarzán : 2 épisodes
- 1999 : Acapulco HEAT (Nom secret) : Fantasma
- 2001 : Lo que callamos las mujeres : 1 épisode
- 2004 : Acapulco fashion
- 2005 : El príncipe azul : Leonardo García[4]
- 2006 : Al tú por tú : Leonardo García
- 2006 : El Chavo animado : Jaimito (Saison 1, jusqu'à l'épisode 121), Justiciero Enmascarado (Saison 4, épisode 100) et Furioso Desesperado (Saison 2, épisode 28)
- 2007 : Cambio de vida

### Films
- 1983 : El día del compadre
- 1991 : Un hombre en guerra : Joelito
- 1992 : Perros de Presa
- 1992 : Horas violentas : América
- 1992 : La tumba del Atlántico
- 1993 : Bosque de muerte : Raúl
- 1993 : Dos hermanos buena onda
- 1995 : Bésame en la boca
- 1996 : El amor de tu vida S.A : Galán de Eugenia
- 1997 : Una luz en la oscuridad
- 2007 : El de la camisa negra
- 2010 : Di Di Hollywood : Aldo
- 2015 : Santiago Apóstol